# 低吸
低吸，又稱低價買入、趁低吸納、抄底，在香港也叫低撈、撈底，是中国大陆和香港股市評論員常用的名詞，即投資者在某隻股票下跌，甚至創新低後，以低位買入股票，期望轉勢谷底反彈。 低價買入股票後有三個可能性：
1. 股票可能回升，令投資者獲利。
2. 股票可能再下跌，令投資者賬面虧損。股票被套牢。
3. 牛皮: 現金投資者要付上機會成本，等轉勢。

股資市場有句話「低處未算低」，因為高位與低位只是相對的概念而已。 